# Србија на Песми Евровизије 2008.
Србија је на 53. Песми Евровизије била уједно и домаћин и учесник захваљујући победе Марије Шерифовић на пртходном такмичењу. На националном фестивалу Беовизија 2008. за представника Србије изабрана је Јелена Томашевић добивши рекордних 24 поена за песму Оро.
Захваљујућу улози домаћина, Оро је била једина песма поред песама, велике четворке, која се директно пласирала у финале. 26 од укупно 42 држава дало је збирно 160 поена Србији што је је пласирало на шестом месту.

## Беовизија 2008
За више информација погледајте Беовизија 2008..
| Резултати гласања у финалној вечери Беовизије 2008. |    |                 |                                    |           |          |           |      |      |             |             |    |
| Р                                                   | Н  | Песма           | Извођач                            | Јањатовић | Марковић | Кунијевић | Жири | Жири | Телегласање | Телегласање | Σ  |
| 1                                                   | 7  | Оро             | Јелена Томашевић, са Бором Дугићем | 12        | 8        | 12        | 32   | 12   | 8653        | 12          | 24 |
| 2                                                   | 5  | Бели јаблан     | Алекса Јелић и Ана Штајдохар       | 10        | 5        | 8         | 23   | 10   | 3634        | 10          | 20 |
| 3                                                   | 2  | Завет           | Бјути квинс                        | 7         | 6        | 10        | 23   | 8    | 3504        | 8           | 16 |
| 4                                                   | 1  | Квар            | Бети Буп                           | 5         | 10       | 6         | 21   | 7    | 1510        | 6           | 13 |
| 5                                                   | 6  | Изнад нас       | Студио Алектик и Цвета Мајтановић  | 8         | 4        | 4         | 16   | 4    | 2525        | 7           | 11 |
| 6                                                   | 10 | Да си ту        | Лејла Хот                          | 4         | 7        | 7         | 18   | 5    | 732         | 3           | 8  |
| 7                                                   | 4  | Сада или никада | Марко Вулиновић                    | 3         | 12       | 5         | 20   | 6    | 311         | 1           | 7  |
| 8                                                   | 9  | Чудесни светови | Зое Кида у Земљи грува             | 1         | 2        | 2         | 5    | 2    | 784         | 4           | 6  |
| 9                                                   | 3  | Дунав           | Драм'н'зез                         | 2         | 1        | 1         | 4    | 1    | 1020        | 5           | 6  |
| 10                                                  | 8  | Чућемо, чућете… | Огњен и пријатељи                  | 6         | 3        | 3         | 12   | 3    | 425         | 2           | 5  |

## Поени
| 12 поена                                                   | 10 поена                        | 8 поена                                    | 7 поена                           | 6 поена                          |
| ---------------------------------------------------------- | ------------------------------- | ------------------------------------------ | --------------------------------- | -------------------------------- |
| - Швајцарска - Словенија - Босна и Херцеговина - Црна Гора | - Хрватска - Северна Македонија | - Немачка - Холандија                      | - Француска - Мађарска - Румунија | - Шведска - Норвешка - Чешка     |
| 5 поена                                                    | 4 поена                         | 3 поена                                    | 2 поена                           | 1 поен                           |
| - Кипар - Грчка - Албанија                                 | - Пољска - Русија - Бугарска    | - Јерменија                                | - Исланд - Азербејџан             | - Малта - Белорусија - Молдавија |
| 0 поена                                                    |                                 |                                            |                                   |                                  |
| - Ирска - Шпанија - Уједињено Краљевство                   | - Данска - Белгија - Турска     | - Израел - Португалија - Финска - Естонија | - Летонија - Литванија - Украјина | - Андора - Грузија - Сан Марино  |

## Коментатор
Иако је Песма Евровизије одржана у Београду, водитељи су због концепсије самог програма морали да говоре на енглеском и француском језику. Због тога је РТС преносио програм уз коментатора Драгољуба Илића.